# Albert Gabriel
Albert Gabriel (1883 - 1972) est un professeur, architecte et archéologue français, spécialiste de l'Anatolie, photographe et aquarelliste.

## Biographie
Il soutint une thèse sur les fortifications de Rhodes, et réalisa des fouilles en Égypte et en Syrie.
Docteur ès lettres, il fut professeur d’histoire de l’art spécialisé en architecture et archéologie, à Caen, puis à Strasbourg, puis à Istanbul. Il prit part à la fondation de l'Institut français d'études anatoliennes, dont il fut le premier directeur de 1930 à 1941, et qu'il dirigea à nouveau de 1945 à 1956.
Il fut élu en 1942 à la chaire d’Histoire des arts de l’Orient musulman au Collège de France. Il devint membre de l'Académie des beaux-arts et de l'Académie des inscriptions et belles-lettres.
Il est natif de  Cerisieres en Haute Marne puis il vécut à Bar sur Aube avec sa mère et sa sœur, et y garda une maison jusqu'à son décès. C'est à Bar-sur-Aube qu'il se lia d'amitié avec Gaston Bachelard.

## Parmi ses ouvrages
- La Turquie, Terre d'histoire et d'art, avec Othmar Pferschyn Ilhan Arakon, (éditeur : Dogan Kardes Yayinlari).
- En Turquie, 1953 (éditeur Paul Hartman) : cent quatre-vingt-seize photographies en noir et blanc en format 18 × 25,5 cm
- Musée de l'Art Arabe du Caire : fouilles d'Al Foustat avec Aly Baghat Bey (Paris, Ernest Leroux, 1921). In-folio, 69 fig. in-texte et 32 planches réunissant, chacune une ou plusieurs illustrations photographiques.
- Les étapes d'une campagne dans les deux Irak, d'après un manuscrit turc du XVIe siècle, chez P. Geuthner, 1928
- Recherches archéologiques à Palmyre, chez P. Geuthner, 1926
- Kasr El-Heir, chez P. Geuthner, 1927.
- Une capitale turque. Brousse, Bursa, Paris: E. De Boccard.
- Le vieux Sérail des Sultans, Association des amis d'Istanbul, Touring et automobile club de Turquie, 1963
- Monuments turcs d'Anatolie, ouvrage publié sous les auspices du Ministère turc de l'Instruction publique, Arkeoloji ve Sanat Publications.